# Idioma kurripako
El idioma kurripako (de kurri 'no' y páaku 'habla'; "Hablan con no"), también llamado wakwe, wa- 'nuestra', kue 'lengua' es una lengua de la familia arawak, hablada cotidianamente por el 42 % del pueblo kurripako y comprendida por el 86,4 % de las personas de esa etnia indígena. Es una lengua muy cercana al baniwa de Içana que algunos han considerado una variante de la misma lengua. 

## Aspectos históricos, sociales y culturales

### Origen
Este idioma tuvo su origen hace unos 3000 años, cuando se produjo la segunda migración de hablantes proto-maipure hacia el alto río Negro, hasta las cuencas de los ríos Isana, Guainía y Atabapo y el alto Orinoco.

### Distribución
Los hablantes de kurripako habitan actualmente en las cuencas de los ríos Isana y Guainía, así como del bajo Inírida, el Atabapo y el alto Orinoco en el departamento colombiano de Guainía; entre el río Guaviare y el Orinco, en el Vichada, Colombia; en el estado venezolano de Amazonas y en el Ayarí y São Gabriel da Cachoeira, Amazonas (Brasil).

### Dialectos
Se conocen 6 dialecto de este idioma:
- aja kurri: río Guainía
- oju karro: ríos Isana, Cuyarí, Querarí y Ayarí; Brasil
- éje khenim: Tonina, Venezuela
- uju: Río Inírida, San José (Guainía)
- ñiame: Alto Isana
- ojo ñame

## Descripción lingüística

### Fonología
Vocales
Registra 4 vocales breves y las correspondientes 4 largas.
|          | Anteriores | Centrales | Posteriores |
| -------- | ---------- | --------- | ----------- |
| Cerradas | i i:       |           |             |
| Medias   | e e:       |           | o o:        |
| Abiertas |            | a a:      |             |

La posterior o, que algunos lingüistas prefieren representar como u, se realiza como semicerrada [o] en el interior de la palabra y como la casi cerrada semiposterior ʊ al final de la palabra.
La a se realiza como la casi abierta central ɐ cuando antecede a una consonante nasal o a veces cuando antecede la fricativa glotal; en cambio se realiza como media central ə al final de la palabra.
Consonantes
Presenta 16 fonemas consonánticos:
|             |             | labial | dental | alveolar | palatales | retrofleja | velar | glotal |
| ----------- | ----------- | ------ | ------ | -------- | --------- | ---------- | ----- | ------ |
| oclusivas   | sordas      | p      | t̪      | t        |           |            | k     |        |
| oclusivas   | sonoras     | (b)    |        | d        |           |            |       |        |
| nasales     | nasales     | m      |        | n        | ɲ         |            |       |        |
| fricativas  | sordas      |        |        |          |           |            |       | h      |
| fricativas  | sonoras     |        |        |          |           | ʐ          |       |        |
| africadas   | sordas      |        |        | ʦ        |           |            |       |        |
| africadas   | sonoras     |        |        | (ʣ)      |           |            |       |        |
| vibrantes   | vibrantes   |        |        | ɾ        |           |            |       |        |
| aproximante | aproximante | w      |        |          |           | j          |       |        |

Cuando anteceden a la fricativa glotal /h/, las consonantes sonoras se unen en un solo fono con la fricativa glotal a la cual asimilan y se realizan como sonoras:
- /ɾ/ como r̥ antecedida de las vocales /a/, /o/; y como ʂ (ʃɾ) antecedido de /e/, /i;
- /ʐ/ como ʂ;
- /m/ como m̥, que varía ocasionalmente con ɸ;
- /n/ como n̥, que varía libremente con h;
- /ɲ/ como  ɲ̥, que varía libremente con ç;
- /w/ como ʍ (ʰw), que varía con ɸ según el dialecto;
- /j/ como ʃ y en algunos dialectos como ç.

Las oclusivas que anteceden a la fricativa glotal /h/ se realizan conjuntamente con ésta asimilándola, como oclusivas aspiradas pʰ, t̪ʰ, tʰ, kʰ.
La africada alveolar sorda /ʦ/ cuando antecede la /h/ se realiza conjuntamente con esta asimilándola como la aspirada ʦʰ; en cualquier otro contexto en algunos dialectos puede variar libremente o ser sustituidapor ʧ; pero, siempre y en todos los dialectos se realiza como africada postalveolar sorda ʧ antes de la vocal /i/.
La africada alveolar sonora /ʣ/ no se presenta en algunos dialectos, en los que es sustituido por la /j/. En otros dialectos ocurre como palatal ʝ. Antes de la vocal /i se realiza como la postalveolar ʤ, que en los dialectos donde desapareció el fonema africado sonoro es sustituida por /d/.
La oclusivo bilabial sonora /b/, es un fonema que ocurre en muy pocas palabras, aunque está presente en los diversos dialectos.
El antropólogo Esteban Emilio Mosonyi propone además la existencia de nasales sordas en su inventario consonántico dentro de esta lengua.
|         |         | bilabiales | alveolares | palatales |
| ------- | ------- | ---------- | ---------- | --------- |
| Nasales | sordas  | jm /m̥/     | jn /n̥/     | jñ /ɲ̊/    |
| Nasales | sonoras | m /m/      | n /n/      | ñ /ɲ/     |

### Comparación léxica
La siguiente tabla presenta una comparación léxica entre el baniwa, el kurripako y el tariana, se proporciona la reconstrucción para proto-baniwa-kurripaco-tariana y para proto-Japurá-Colombia:
| GLOSA     | Baniwa             | Kurripako | Tariana    | PROTO- B-K-T | PROTO- JAPURÁ |
| --------- | ------------------ | --------- | ---------- | ------------ | ------------- |
| 'cabeza'  | hiwída             | híwida    | hiwidá     | *hiwi-da     | *-Siw-        |
| 'ojo'     | thi                | thi       | thi(da)    | *thi-da      | *-(i)tʊSi     |
| 'pájaro'  | képiɻa             | wíiphiaɻʊ | képiɾ(i)a  | *képirya     | *keSejʊ-ri    |
| 'hombre'  | áatsia, atsína(ɺi) | áatʃia    | (a)tʃíanɺi | *atʃia-ri    | *(w)atʃina-ri |
| 'mujer'   | íina(ɻʊ)           | íina(ɻʊ)  | íinarʊ     | *íina-ru     | *iina-Tʊ      |
| 'lengua'  | eenéne             | éenene    | eenené     | *eenene      | *-eenene      |
| 'sol'     | kámʊi              | héeɻi     | kéeɾi      | *kámʊi       | *kamʊ-i       |
| 'luna'    | kéeɻi              | kéeɻi     | kéeɾi      | *kéeri       | *keeTi        |
| 'uno' (1) | aapa-              | aapa-     | (a)pa-     | *aapa-       | *aapa-        |
| 'dos' (2) | dzama-             | jama-     | jama-      | *jama-       | *(pʊi)jama    |